# Viviennea incompleta
Viviennea incompleta là một loài bướm đêm thuộc phân họ Arctiinae, họ Erebidae.